# پترهیدا
پِتِرهیدا (به مجاری:  Péterhida) یک منطقهٔ مسکونی در مجارستان است که در ناحیه بارچ واقع شده‌است. پترهیدا ۱۱٫۶۲ کیلومتر مربع مساحت و ۱۴۶ نفر جمعیت دارد.